# Anime Music Video
Az anime music video (AMV) vagy music anime douga (MAD) egy rajongók által elkészített zenés videó, amely jeleneteket tartalmaz egy vagy több japán animációs sorozatból vagy filmből. Legtöbbször japán animék az alapanyagok ezekben a videókban és gyakran zenékre, dalokra vagy egy film előzetesének a hangsávjára épülnek. A nagyobb általánosságban elterjedt zenés videók egyik alfaja. Sok olyan videó található az interneten, melyek valamilyen film, sorozat, vagy bármilyen már létező alapanyagot felhasználva közvetlen szándékkal, egy vagy több zenére vannak megvágva. Egy zenés videó esetében az alkotó alapvetően törekszik a kép és zene harmóniájára. Ügyel a hangulat egyezésére, az eredeti koncepció meglétére, tovább bizonyos esetekben a minél egyedibben és igényesebben kivitelezett technikai megoldásokra, amitől az többé és egyedibbé válhat a műfaj más videóihoz képest. Az AMV-k nem hivatalos zenés videók, amiket nem a zene előadója vagy egy stúdió ad ki, hanem rajongói munkák. Az AMV-ket többnyire az internetre töltik fel és terjesztik a szerkesztők az ezzel kapcsolatos oldalakon, például: AnimeMusicVideos.org, AMVNews.ru vagy YouTube. A  japán rajzfilmek és képregények szerelmeseinek szervezett rendezvényeken gyakran rendeznek AMV versenyeket, ahol általában a döntősök vagy a nyertes AMV-k kerülnek kivetítésre. A MondoCon-on lévő AMV verseny az egyik legismertebb és a fő kompetitív rendezvény Magyarországon.
Az AMV-k nem összetévesztendőek a hivatalos, egyedi mintára épülő, professzionálisan elkészített animációkkal (például sok animációs videó klip az Iron Maiden dalaira), vagy rövid zenés videó filmek, mint a japán duo páros Chage és Aska dala, az „On Your Mark”, amit a Studio Ghibli készített el és egy egészen egyedi, rövid történetet elmondó animációt sikerült ezzel létrehozni. Az AMV-k alapanyagaként nem nyugati rajzfilmeket használnak, hanem szigorúan japán animációs filmeket vagy sorozatokat. Párhuzamot vonhatunk az AMV-k és zenés videók között, amik lehetnek nem animált, rajongók által készített videók filmekből, televíziós sorozatokból, vagy más forrásokból. Eredetileg egy AMV ezen alapanyaga az anime, azaz japán eredetű animációs film. Azonban manapság ezen határ AMV-ktől függetlenül is kezd elmosódni olyan cégek, stúdiók által, akik például nem Japánban készítenek animéket, vagy Japánban, de más stílussal. Továbbá belső hatásokra is kezd bővülni a kör, ugyanis bizonyos versenyeken elfogadnak bármilyen animációt, valamint manga alapanyagot.
Az első zenés anime videót 1982-ben készítette el a 21 éves, magyar származású amerikai főiskolai hallgató, Kaposztas Jim. Jim összecsatlakoztatott két Videómagnetofont és kiválogatta a legerőszakosabb jeleneteket a Star Blazers című animéből az „All You Need is Love”  című zenére a The Beatles-től, így jött létre a világ első zenés anime videója.

## Szakzsargon

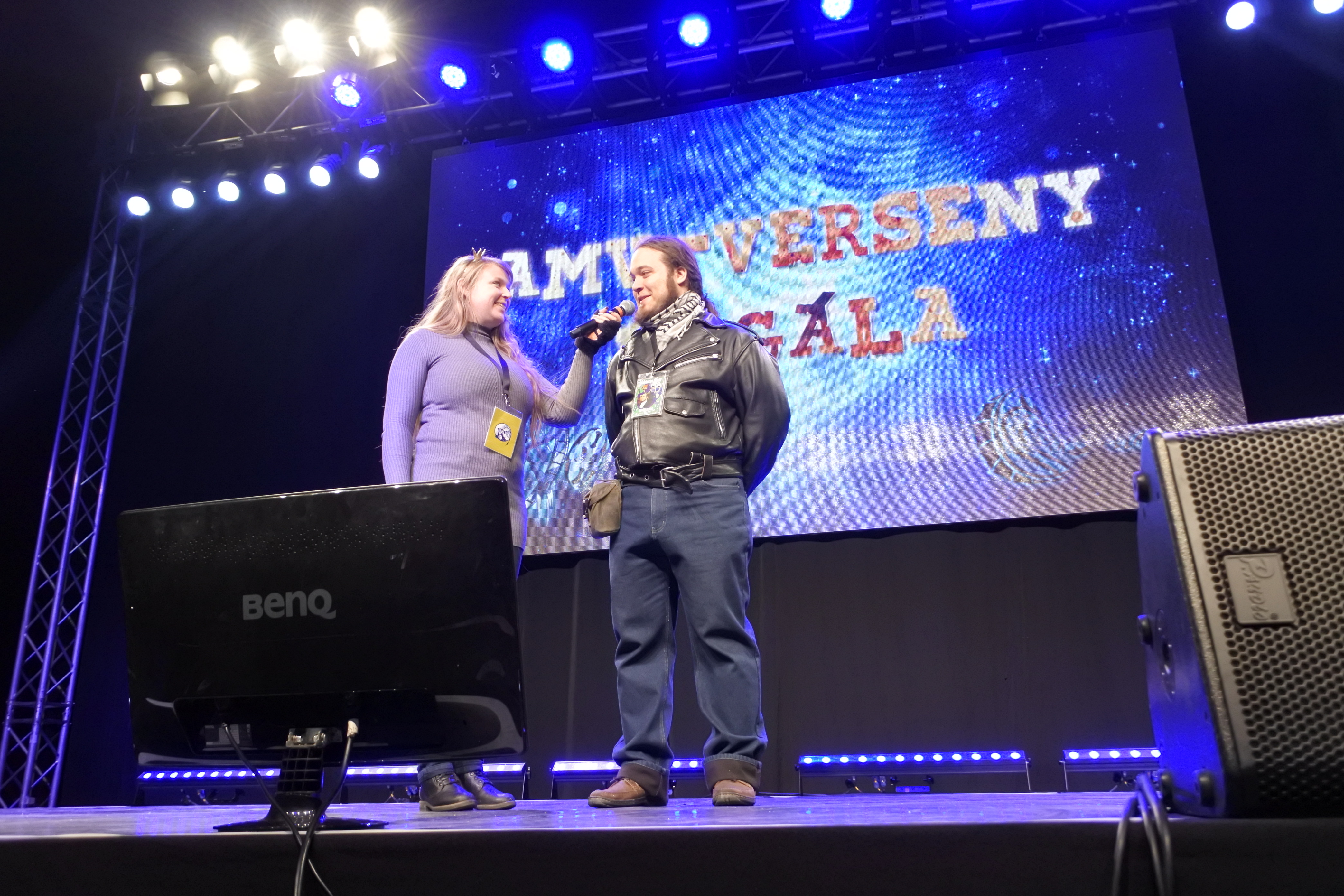
A 2019-es téli MondoCon AMV versenyének felkonferálása

Sync: A kép és a zene szinkronja. Fajtái:
- Beatsync : A zene ütemére és ritmusára való vágás. Fontos a dob és a gitár.
- Internal sync: A zene ütemére jelenetet helyező vágás. A cél az, hogy a jeleneten belül történjen valami, ami illeszkedik az ütemre.
- Lipsync: A zene énekére vagy egy anime karakter szájmozgására vágás, zene szövegére tátogó karakter.
- Lyrics sync: A zene szövegének jelentésére vágás. A dalszöveg illeszkedik a képvilágra. Tehát ami közvetlenül elhangzik az énekben, az látszik a képen is.

Flow: A sync egy társfogalma. Minden AMV-ben fontos a „flow”, amit szó szerint folyásnak fordítunk. Lényege egy olyan folyamatos képi dinamika elérése, amitől nem érezzük, hogy megszakadna a lendület. Ez talán az egyik legnehezebb része az AMV készítésének, ugyanis nem lehet megtanulni, zenei érzékkel lehet a legjobban elérni vagy tapasztalattal.
Purecut: Tiszta vágás, nincs benne effekt.
Raw: Az anime részek vagy filmek azon eredeti verziója, amelyeken nincsen beégetett felirat a dialógusoknál.
Az AMV-ket megkülönböztethetjük az egy projekten dolgozó szerkesztők száma szerint is:
- Solo: Egyetlen ember készíti, nincs semmilyen megkötés, az AMV-k nagy részét ez alkotja.
- Collab: Közös projekt, két ember munkája, megkötés nélkül. Általában egy zenét felosztva. A videót bárhogy szétoszthatják, akár két részre, akár kétszer kettőre, vagy bárhogy máshogy. Bizonyos esetekben más-más feladatokat lát el a kollaboráció két tagja, megosztják a munkát egymás között akár úgy, hogy az egyik tag megvágja a videót, a másik pedig effektezi azt.
- Multi Editor Project (MEP): Egy közös, több ember által szerkesztett projekt, amiben általában egy zene van több részre felosztva és a projektben résztvevők egy-egy ilyen részt készítenek el. Így több szerkesztő által van elkészítve a videó, azaz kettőnél több ember munkája.[3]

Az egyik legnépszerűbb versenytípus: 
- Iron-Chef (IC): Megadott idő alatt, megadott zenére kell vágni. Az anime, és téma nem megkötés. Ezt lehet solo-ban, collabként, vagy MEP-ként is készíteni. Ezt általában úgy kivitelezik, hogy beharangozzák a kezdeti és a vég dátumot, és a kezdeti dátum pillanatában nyilvánosságra hozzák a zenéket, amire vágni lehet.

## Műfajok
- Akció: Ez egy pörgős, általában rock, metal, dubstep, vagy ehhez hasonló műfajokra készülő videó, ahol az animék küzdelmes részein van a hangsúly. Cél a minél dinamikusabb jelenetek felhasználása, szép átmenetek alkotása, és ennél a műfajnál végképp nagy hangsúly van a sync-en. A legtöbb akció AMV maximum egy jelenetválogatási sémával rendelkezik, de sok esetben teljesen random, és az egyetlen szempont a lendület és a látvány, sűrű és pörgős, nagyon gyors, mozgalmas jelenetek, főleg sónen animékből.
- Dráma: A fő célja egy történet, vagy konkrét koncepció bemutatása hatáskeltés céljával, valamilyen komolyabb hangvételű zenére. Hangsúly a jelenetválasztáson van. Többnyire jellemző rá a kevés vágás és az átmenetek használata. Az érzelmekre hat, történetközpontú, drámai animék felhasználásával és kevés effekt alkalmazásával készül.
- Tánc: A választott jelenetek általában egy konkrét táncot mutatnak be az animéből, vagy olyan testmozdulatokat, amelyek megfelelő vágással táncot imitálnak. A cél a dinamikus, pörgős táncos mozdulatok megvágása a zenére, minél pontosabb sync-kel. Tánc áll a központban, a hangulatra épít és szerephez jut az effektezés.
- Horror: Visszataszító, félelmetes, torz jeleneteket tartalmaz, néha történettel. A cél a minél erőteljesebb félelem érzet keltése, rendszerint sok effekttel, mérsékelt sync-kel. A célja az, hogy az effektekkel egy nyomasztó és félelmetes légkör hangulatát teremtse meg.
- Romantikus: Egy pár szerelmét mutatja be, legyen ez plátói, kibontakozó, vagy elhaló. Cél a kapcsolat hangulatának továbbítása, rendszerint egy kellemes színezéssel. Itt kisebb hangsúly van a sync-en. Érzelmeket akar kiváltani a nézőből.
- Egyéb: Vegyes műfajok, a sync-ek változóak, pörgős, gyors jelenetek, multianime és a fő kategóriákból kieső animék jellemzik.
- Poén: Fontosak a szöveges és a helyzet poénok. Az adott animék ismerete sokszor szükséges a poénok megértéséhez.
- Paródia: Lyrics sync fontos, morbid szöveg és helyzetpoénok, poénos, vicces animék.
- Karakter profil: Egy vagy több karakter bemutatása, történet és szerepközpontú, gyakran akció-dráma kitörés.
- Trailer: Készülhet egy zenére, az anime hangjait felhasználva, ezzel egy saját trailer-t létrehozva, vagy egy meglévő film előzetesének hangsávját felhasználva és azt újra alkotva az anime jelenetek segítségével. A cél az érdeklődés felkeltése az anime iránt, vagy kitalált történet esetén, ennek a hatásának a keltése.

## Típusok
Az AMV elkészítése egy videó szerkesztő programot igényel, amiben a videó szerkesztése során esélyt kapunk arra, hogy egymástól különböző stílusokban tudjunk szerkeszteni.
Néhány példa műfajokra:
- Raw editing: "Nyers szerkesztés" ami az alapértelmezett ránagyításokból, effektekből áll egyszerű áttűnésekkel. Szép, letisztult és átlátható jelenetek vannak benne szerepeltetve. Kevés effektet használva, a hangsúly magán az animáción van, annak az egyedi színjein és a részletein.
- FX (effektes) editing: Ez a stílus rengeteg vizuális effektet tartalmaz, amelyeket csak a professzionális programokban tudunk elérni, úgy mint Sony(Magix) Vegas vagy Adobe After Effects.

Leggyakrabban használt programok AMV-re: Sony (a 14-es verziótól kezdődően Magix) Vegas valamelyik verziója, Adobe Premiere és After Effects, Edius, Davinci Resolve.

## Effektek
Egy AMV szerkesztésének a folyamatában különböző effekteket használhatunk,  amik élvezetesebbé teszik a látványt és a hangot. Az effektek segítenek összehangolni a videót a hanggal, ezzel megteremtve az egység érzését. 
- Maszkolás: A szerkesztő eltávolítja az anime jelenet hátterét, ami helyett mesterségesen illeszthet be más hátteret vagy készíthet effektet is. Ez egy fárasztó és nagyon időigényes folyamat. Két jelenet közötti átfedésnek is gyakran használják ezt az effektet. Vannak esetek, amikor valamilyen elem hirtelen áthalad a képen, egy-két képkockára lefedi a teljes képet, a vágás pedig ez alatt megy végbe. Míg más esetben egy maszkolt alak bemozdul a meglévő kép fölé, ezt követően mozgás közben előjön a maszkolás nélküli alapanyag, így váltva át az új jelenetre, ami maga a mask.
- Color Correction (CC): Színkorrekció. Például egymástól különböző anime alapanyagok esetén a színek eltérhetnek, ezért a kellő harmónia érdekében szükség van annak a korrigálásra.
- Transition: Gyakran használjuk így, de magyarul annyit tesz, hogy átmenet. Két jelent „közötti” részt nevezzük ennek. Szintén vannak alap fajtái:
- Hard cut: Ilyenkor nincs semmilyen átmenet, csupán egy vágás, Raw (effekt nélküli) AMV-k alapköve.
- Fade: Az egyik kép elsötétül, majd egy vágásnál az új jelenet elsötétülésből elkezd egyre jobban látszódni
- Crossfade: A két jelenet egymásba van mosva, elsötétülés helyett az egyik gyengül, a másik pedig erősödik.
- Blur+color: Homályosítás és valamilyen szín segítségével a két jelenet közötti különbségeket, vagy a kompozíción belüli hirtelen fókusztávolság változásokat lehet elsimítani. Ilyen módon könnyedebb, szemkímélőbb lesz nézni a videót. Az alapjait tekintve ez is egy hard cut.

## Népszerűség
John Oppliger az AnimeNation fórumán válaszolt egy kérdésre, amiben kifejtette, hogy az AMV-k sokkal népszerűbbek a nyugati rajongóknál mint a japánoknál. Az egyik indok, ami elmondása szerint ezt bizonyítja az az, hogy a nyugati rajongók egy sokkal tisztább és érzékenyebb vizuális élményt tapasztalnak meg a videók megtekintésekor. Ugyanis a többség nem érti meg a japán nyelvet, ami a legtöbb anime eredeti nyelve. Ennek eredményeként a vizualitás, tehát a képek és az animációk sokkal nagyobb hatást gyakorolnak az érzékszerveikre. John második indoka az volt, hogy a nyugati emberek egy társadalmi nyomás által ösztönözve vannak arra, hogy a felnövés folyamatában abbahagyják a rajzfilmek nézését, illetve a képregények olvasását és ez csak a serdülőkorukban forduljon elő.  Ezzel szemben a japán emberek animéken nőnek fel és mint egy „állandó társként” tekintenek ezekre az animációkra. Ennek eredményeként az angolul beszélő rajongók szeretnek ilyen módon felhasználni egy már általuk látott animét.  Részleteket vágnak ki abból, így létrehozva egy AMV-t,  amivel így kitolják az anime nézés korának határait és ennek köszönhetően újra elő vehetik kedvenc animációjukat. A nyugati társadalom mostanáig úgy állt hozzá a japán animációkhoz illetve a képregényekhez, mint már véget ért és befejezett projektekhez. Olyan műveknek tekintették ezeket, amelyeknek nincsen folytatása vagy más elképzelése, ezért értékelni kell azokat, mert ezek már nem folyamatban lévő munkák, hanem már befejezett és fogyasztható médiumok. A fanfiction-ök illetve a dódzsinsi-k, amelyek kiegészítik egy anime történetét vagy más irányba terelik azt, azok kevésbé népszerűek az angolul beszélő rajongók között. Inkább hajlamosak arra, hogy a már meglévő animéket újra felhasználják és lezárásképpen egy AMV-t készítsenek belőle. A japán rajongók animéket, illetve mangákat készítenek akár a meglévő művekből is, azok történeteinek a kiegészítésére. Ezzel szemben a nyugati emberek leginkább csak importálják, nézik és gyűjtögetik a megvásárolható termékeket. Ebből kifolyólag mi nem, vagy csak nagyon ritkán készítünk ilyesféle japán művészeti alkotást magunktól.

## Hasonlók
- Gaming Music Video – hasonló az AMV-khez, de itt a klipeket játékokból veszik fel, nem az animék képi anyagát használják forrásnak.
- Manga Music Video – mangákból elkészített zenés videó, amiben többnyire .png formátumú képeket használnak fel, néha külön animálnak hozzá mozdulatokat hogy meglegyen a flow.
- Cosplay Music Video – csak élő-szereplős felvételekből áll. A jelmezbe öltözött emberek előadásairól, szerepléséről vagy a különböző rendezvényeken készített felvételekből készített zenés videókat nevezzük így.